# Ophiopristis luctosa
Ophiopristis luctosa är en ormstjärneart som först beskrevs av Jean Baptiste François René Koehler 1904.  Ophiopristis luctosa ingår i släktet Ophiopristis och familjen knotterormstjärnor. Inga underarter finns listade i Catalogue of Life.